# Zorg (Oum El Bouaghi)
Pour les articles homonymes, voir Zorg.
Zorg est une ville et commune de la wilaya d'Oum-El-Bouaghi en Algérie. D'après le recensement de 2008, sa population est de 2 281 personnes.

## Géographie

### Localités de la commune
La commune de Zorg est composée de 11 localités.
- Aïn Ferhat
- Lakhouabl
- Aïn Ben Ayed
- Zekak
- Hanchir
- Merrouant
- Zorg Seghir
- Zorg Kebir
- Bir Mentene
- El Mellaha
- Boughouas